# Carl Arwid Magnus Cantonius
Carl Arwid Magnus Cantonius, äv. Borealis. Född 2 juni 1710 i Göteborg, som Carl Arwid Magnus Larsson. Död 20 november 1799. Journalist, informator och författare. Carl Arwid Magnus studerade vid Göteborgs Gymnasium och Lunds universitet, under namnet Borealis. Han tog aldrig examen vid Lunds universitet utan återvände till hemstaden där han blev bekant med landshövding Bengt Johansson Ribbings huspredikant Magnus Giesko Wallerius.
Tillsammans med Wallerius följde Carl Arwid Magnus med på Svenska Ostindiska Companiets skepp Fredericus Rex Sueciaes expedition till Kanton i Kina 1737–39. Under denna resa författade Carl Arwid Magnus en numera förkommen reseberättelse. Efter denna resa tog han sig namnet Cantonius, "från Canton".
Carl Arwid Magnus nådde en hög ålder och avled 89 år gammal 20 november 1799 sannolikt i sviterna av en hjärtattack som han drabbades av under det så kallade Björnbergska brännvinsupproret vid Thamska huset i Göteborg, den 17 november 1799.